# Stefan Saborowski
Stefan Saborowski (* 13. Oktober 1960 in Döbeln) ist ein deutscher Schauspieler, Regisseur, Hörspielsprecher und Dozent.

## Leben
Stefan Saborowski wurde 1960 als Sohn des Schauspielers Wolf Sabo (Wolf Saborowski, 1930–1992) und der Sängerin Regine Klara Elisabeth Saborowski (1935– 2019) in Döbeln geboren. Nach dem Abitur an der EOS Leibniz 1979 in Leipzig machte er eine Ausbildung zum Gießereifacharbeiter, um anschließend bis 1986 an der Hochschule für Schauspielkunst „Ernst Busch“ in Berlin zu studieren. Bereits 1982 wurde er als Chorsänger und Puppenspieler an das Elbe-Elster-Theater in Lutherstadt Wittenberg engagiert. Ab 1987 begann er  am Theater Nordhausen als Schauspieler zu arbeiten, wo er von 1989 bis 1992 als Schauspieldirektor wirkte. Anschließend wechselte er an das Theater Gera, welches 1994 mit dem Theater Altenburg fusionierte. Ab 1996 war er Ensemblemitglied am Theater Basel.
Seit 2002 ist Stefan Saborowski freischaffender Schauspieler und Regisseur. Weiterhin ist er tätig als Sänger (Musical, Chanson, Rock), Musiker und Komponist, sowie als Hörspielsprecher. Bei Victor Cuno erhielt er eine Ausbildung im Stepptanz. 1999 wurde das von ihm geschriebene Kindermusical Peter Pan und Kapitän Hook im Harzer Bergtheater Thale uraufgeführt. Seit 2003 ist er Dozent an der Hochschule der Künste Bern. Weiterhin nahm er an mehreren Forschungsaufgaben der Hochschule teil.

## Filmografie
- 1985: Polizeiruf 110: Laß mich nicht im Stich (Fernsehreihe)
- 1989: Verflixtes Mißgeschick
- 1990: Polizeiruf 110: Tödliche Träume

## Theater

### Schauspieler
- 1989: Jule Styne/Peter Stone: Sugar – Regie: ? (Theater Nordhausen – Theater unterm Dach)
- 1989: Peter Shaffer: Black Comedy – Regie: Joachim Siebenschuh (Theater Nordhausen)
- 1993: William Shakespeare: Hamlet (Hamlet) – Regie: David Gravenhorst (Theater Nordhausen)
- 1993: Brendan Behan: Die Geisel – Regie: David Gravenhorst (Theater Nordhausen)
- 1993: James Lapine/Stephen Sondheim: Into the Woods (Bäcker) – Regie: Ralf Schlosser  (Theater Nordhausen)
- 1994: Friedrich Schiller: Die Räuber (Karl) – Regie: Kai Festersen (Bühnen der Stadt Gera)
- 1994: Klaus Rohleder: Das Fest (Schuster) – Regie: Ernst M. Binder (Bühnen der Stadt Gera)
- 1996: Oliver Bukowski: Bis Denver (Lothar Ackermann) – Regie: Christine Harbort (Theater Altenburg Gera)
- 1998: Charles Ludlam: Das Geheimnis der Irma Vep (mehrere Rollen) – Regie: Matthias Brenner (Theater Basel)
- 1999: Bernard-Marie Koltès: Roberto Zucco (mehrere Rollen) – Regie: Barbara Frey (Theater Basel)
- 2000: Thomas Jonigk: Täter (Erwin) – Regie: Stefan Bachmann (Theater Basel)
- 2000: Jean-Paul Sartre: Die schmutzigen Hände (Slick) – Regie: Nicolas Stemann (Theater Basel)
- 2002: Bettina Erasmy nach Gustav Meyrink: Die Rocky Horror Golem Show (Dr. Zottmann) – Regie: Michael Simon (Theater Basel)
- 2003: Carl Maria von Weber: Der Freischütz (Samiel) – Regie: Claus Guth (Theater Basel)
- 2005: Friedrich Schiller: Die Räuber – Regie: Stephan Rottkamp  (Theater Freiburg)
- 2005: Felicia Zeller: Schule des Erfolg (Müller Schön) – Regie: Christian von Treskow (Theater Freiburg)

### Regisseur
- 1991: George Orwell: Farm der Tiere (Theater Nordhausen)
- 2004: Nach Joseph Heller: Wir bombardieren Barn. (Hochschule der Künste Bern)
- 2006: Georg Büchner: Leonce und Lena (Sommertheater Brüglingen – Schweiz)
- 2009: Friedrich Dürrenmatt: Romulus der Grosse (Theater Basel)
- 2010: Richard Alfieri: Sechs Tanzstunden in sechs Wochen (Theater Basel)
- 2011: Dorota Masłowska: Zwei arme, polnisch sprechende Rumänen (Hochschule der Künste Bern)
- 2019: Andy Hallwaxx: My Way (Förnbacher Theater Basel)

## Hörspiele
- 1997: Mario Vargas Llosa: Tante Julia und der Kunstschreiber (Genaro jun.) – Regie: Claude Pierre Salmony/Daniel Howald Hörspiel – (SRF)
- 1998: Hanspeter Gschwend: Der Olympiafähnler (Polizist) – Regie: Fritz Zaugg (Hörspiel – SR DRS)
- 1998: Nicky Silver: Die Hackordnung – Regie: Claude Pierre Salmony (Hörspiel – SR DRS)
- 2000: Martin Crimp: Der Handel mit Clair (Toby) – Regie: Claude Pierre Salmony (Hörspiel – SR DRS)
- 2006: Kathrin Röggla: Draußen tobt die Dunkelziffer – Regie: Claude Pierre Salmony (Hörspiel – SR DRS)